# Pallacanestro Varese 1951-1952
Nel Campionato 1951-52 avviene un avvicendamento al vertice della squadra, con le dimissioni del presidente Angelo Bettinelli e l'arrivo di Maurizio Belloni. La squadra soffre finanziariamente, e l'iscrizione al massimo campionato è in dubbio fino a pochi giorni dal termine stabilito.
La squadra si classifica al quarto posto, con 907 punti segnati e 903 subiti. Miglior marcatore Mario Alesini con 159 punti segnati.

## Rosa 1951/52
- Mario Alesini
- Giuseppe Bernasconi
- Paolo Checchi
- Giancarlo Gualco
- Sergio Marelli
- Carlo Mascioni
- Franco Orrigoni
- Vittorio Tracuzzi
- Umberto Turolla
- Virginio Zucchi
  - Allenatore
- Vittorio Tracuzzi

## Statistiche
| COMPETIZIONE        | GIOCATE | VINTE | PERSE | PAREGGIATE | F   | S   | PIAZZAMENTO |  |
| CAMPIONATO          | 22      | 11    | 10    | 1          | 907 | 903 | 4           |  |
| TORNEI E AMICHEVOLI | 18      | 15    | 3     | 0          | 828 | 624 | -           |  |

## Fonti
- "Pallacanestro Varese 50 anni con voi" di Augusto Ossola
- "La Pallacanestro Varese" di Renato Tadini